# Amleto Palermi

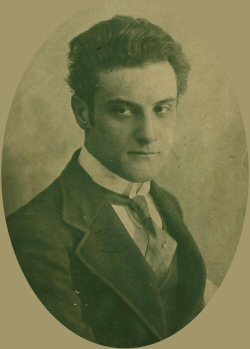
Amleto Palermi (1914)

Amleto Palermi (auch Amleto Palèrmi; * 11. Juli 1889 in Rom; † 20. April 1941 ebenda) war ein italienischer Filmregisseur und Drehbuchautor.

## Leben
Palermi wuchs ab dem Alter von sechs Monaten in Palermo auf, wo sein Vater Herausgeber des Giornale di Sicilia wurde, und schrieb mit knapp zwanzig Jahren Theaterstücke im sizilianischen Dialekt wie U lupu, Amuri foddi oder Il tesoro d'isacco. 1913 zog er nach Rom, wurde aber nach kurzer Tätigkeit als Journalist von der in Turin ansässigen Produktionsgesellschaft „Gloria Film“ verpflichtet wurde, für die er in erster Linie als Regisseur, aber auch als Drehbuchautor für andere Spielleiter arbeitete. Innerhalb kurzer Zeit entwickelte er sich zum geschätzten und profilierten Filmemacher, der mit allen darstellerischen Größen der Stummfilmzeit wie Mario Bonnard, Lyda Borelli, Livio Pavanelli, Pina Menichelli und Ruggero Ruggeri zusammenarbeitete. Dabei wurden ihm souveräne Schauspielerführung, ständige Suche nach ungewohnten Lösungen, kreativer Umgang mit narrativen Strukturen und (später) auch der geschickte Einsatz von Musik und Sprache (bis hin zum Dialekt) attestiert. Während der Krise des italienischen Kinos 1926 fand er Beschäftigung in Deutschland und Österreich. Mit dem Aufkommen des Tonfilmes ging er erneut nach Rom, wo er bis zum Beginn des Zweiten Weltkrieges weitere rund 35 Filme inszenierte, zunächst einige italienischsprachige Versionen ausländischer Produktionen, dann – ab etwa 1932 – in großer künstlerischer Freiheit Werke nach eigenem Drehbuch, bei denen er nun auch für den Schnitt zuständig war. Besonders bekannt wurden seine Arbeiten mit Komikern wie Totò und Angelo Musco. Er starb verhältnismäßig jung im Alter von 51 Jahren.
1940 wurde Palermi von der Zeitschrift „Cinema“ zum besten italienischen Regisseur gewählt. Mit seiner Frau Ida Molinato hatte er drei Kinder; sein Sohn Filippo (der als „Mimmo“ Kinderdarsteller in seines Vaters Il paradiso war) starb in sehr jungen Jahren 1925.

## Filmografie (Auswahl)
- 1914: L'orrendo blasone
- 1926: Die Flucht in die Nacht
- 1936: Il corsaro nero
- 1941: L'elisir d'amore